# Derek Sloan
Derek Sloan, né le 11 novembre 1984, est un homme politique canadien. Il est  député à Chambre des communes pour la circonscription de Hastings-Lennox Addington de 2019 à 2021. Il participe à la course à la direction du Parti conservateur du Canada de 2020 et finit en quatrième place. En janvier 2021, il est expulsé du caucus conservateur à cause de ses positions jugées d'extrême-droite.

## Biographie
Lors des élections fédérales canadiennes de 2019 il est élu député de Hastings-Lennox Addington avec 41,4% des voies, battant le député libéral sortant Mike Bossio.
En janvier 2020, il annonce sa candidature au poste de chef du Parti conservateur du Canada. Il base principalement sa campagne sur le fait d'être le candidat le plus à droite sur le plan des valeurs. Il se dit notamment contre le droit à l'avortement et pour une réduction du nombre d'immigrants reçus aux Canada. Il termine sa campagne avec un total de 27 278 suffrages, le mettant donc à la quatrième place avec 14,39 %. 
En avril 2020, il exige que Theresa Tam, administratrice en chef de l'Agence de la santé publique du Canada, soit démise de ses fonctions, affirmant qu'elle travaille pour la Chine. En 2020, il insinue que la science n'a « pas clairement exclu la thèse voulant que l’homosexualité soit un choix » et il a aussi soutenu une pétition qui dénonce la vaccination contre la COVID-19, qui serait une expérimentation sur des humains.
En janvier 2021, le chef du parti conservateur du Canada, Erin O'Toole, déclare vouloir faire expulser Derek Sloan du caucus du parti parce qu'il « a reçu un don d'un suprémaciste blanc bien connu ». Sloan se défend de cette accusation en affirmant avoir permis au parti d'engranger « plus de 1,3 million de dollars, sous la forme de plus de 13 000 dons », il ne pouvait donc pas vérifier qu'un suprémaciste blanc avait donné. Malgré les arguments de Sloan, le chef du parti obtient son exclusion probablement influencé par l'assaut du Capitole des États-Unis (conséquence du rejet des institutions démocratiques) et pour éviter de devoir répondre aux critiques des adversaires politiques du parti. La caucus conservateur l'expulse officiellement le 20 janvier 2021,.
Tentant d'être réélu dans la circonscription albertaine de Banff—Airdrie lors des élections fédérales de 2021 à titre de candidat indépendant, il est défait et termine cinquième.